# Mahapurush Misra
Mahapurush Misra (* 1932 im Bundesstaat Bihar; † 1987) war ein indischer Tablaspieler.

## Leben
Misra war Schüler des Tablameisters Anokhelal Mishra. Bekannt wurde er als regelmäßiger Begleitmusiker von Ali Akbar Khan, mit dem er seit den 1950er Jahren auftrat. In Kalkutta unterrichtete er am Ali Akbar College of Music. In den 1960er Jahren lebte er in den USA, wo er unterrichtete, Aufnahmen einspielte und bei zahlreichen Konzerten auftrat. 1966 erschien dort sein Soloalbum Indian Drums. Auf der B-Seite der Single Lady Madonna der Beatles ist er in George Harrisons Song The Inner Light zu hören. Die Aufnahme entstand Anfang 1968 in Bombay. Auch an Harrisons Soloalbum Wonderwall Music war er als Tablaspieler beteiligt. In den 1990er Jahren erschienen zwei Alben mit gemeinsamen Aufnahmen mit Nikhil Banerjee aus den 1960er Jahren.